# Slăvitești
Slăvitești – wieś w Rumunii, w okręgu Vâlcea, w gminie Șirineasa. W 2011 roku liczyła 272 mieszkańców.